# Żniwiarka

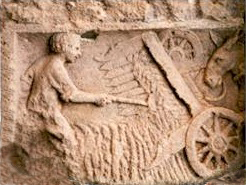
Płaskorzeźba z II wieku przedstawiającą żniwiarza obsługującego ówczesną żniwiarkę

Żniwiarka – konna maszyna rolnicza do koszenia zboża i rzepaku, kosząca i odkładająca koszone rośliny w porcje gotowe do wiązania w snopy oraz układająca je, tak by umożliwić następny przejazd maszyny bez przejazdu maszyny po skoszonych roślinach.
Żniwiarka zwana też apligierką lub zrzutką to kosiarka rozbudowana o mechanizm odsuwania skoszonego materiału, w wersjach późniejszych układająca urobek w postaci zbierek gotowych do wykonania snopów.

## Historia
Pierwsze żniwiarki były znane już w Galii w I wieku – opisał je Pliniusz Starszy, a potem Palladius. Był to dwukołowy wóz z przymocowanym z przodu grzebieniem przeznaczonym do zrywania kłosów pszenicy lub jęczmienia, które wpadały do skrzyni. Wóz pchany był od tył przez parę wołów. Podobnych żniwiarek używano jeszcze w XIX w. w Polsce i Anglii do ścinania główek kończyny w uprawie nasiennej.
Pod koniec XVIII w. Szkot J. Smith skonstruował pierwszą kosiarkę do cięcia zbóż, która działała na zasadzie mechanizmu rotacyjnego.
Na ziemiach polskich pierwszą kosiarko-żniwiarkę z samoodkładaczem zboża skonstruował w Warszawie Abraham Stern.
Za twórcę żniwiarek uchodzi P. Bell, który w 1826 roku skonstruował dwukołową maszynę żniwną zaopatrzoną w układ nożycowy Mearesa i motowidło do nachylania zboża, pchana od tyłu przez konie.

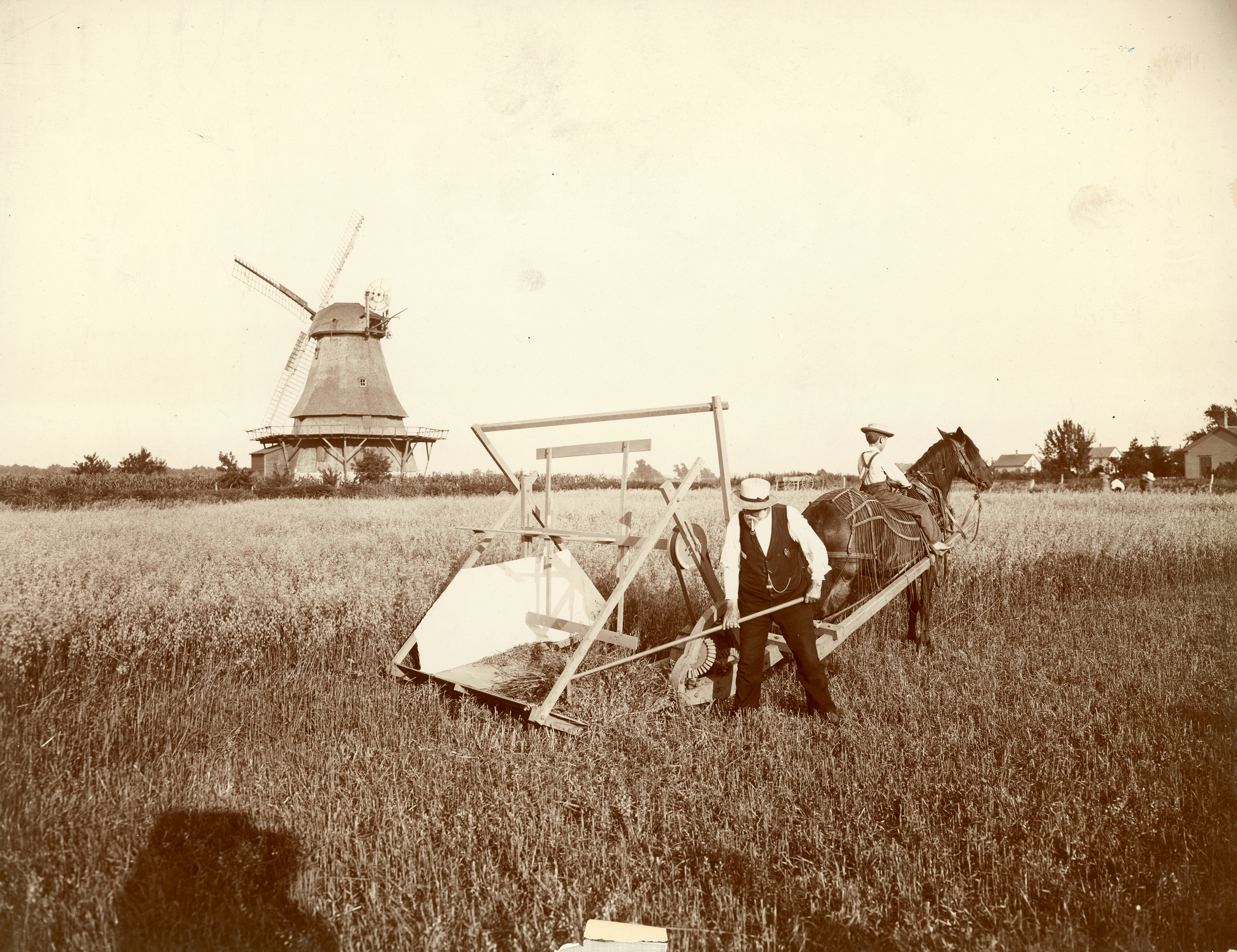
Żniwiarka Cyrusa McCormicka podczas prezentacji w Wirginii (USA)

Pierwsza amerykańską żniwiarkę ciągniętą przez konie, skonstruował w 1831 roku Cyrus McCormick. Elementem koszącym był rodzaj kosiarki listwowej, skoszony materiał odkładał się na stole za kosiarką. Początkowo osoba idąca obok maszyny zgarniała urobek ze stołu, w trakcie produkcji mechanizm udoskonalano zaopatrując w nagarniacze, przechylające zboże na stół, później opracowano mechanizm zgarniający materiał ze stołu. Kosiarka i nagarniacze były napędzane od koła jezdnego. Maszyna mogła być ciągniona przez jednego lub dwa konie.
W 1839 roku w Anglii skonstruowano żniwiarkę ciągniętą przez konie. Była wyposażona w stół do odbierania zboża, nóż i motowidło poruszane kołem napędowym. Do formowania zboża w tzw. wiązki (garście) dodano robotnika z grabiami. Tego typu maszyna zastępowała już prace 4-5 ludzi z kosami lub 12-16 osób zaopatrzonych w sierpy.
W roku 1852 McCormick opatentował pierwszą żniwiarkę z automatycznym zgarniaczem obrotowym (z czterema grabiami osadzonymi na osi pionowej). Po dalszych udoskonaleniach przetrwała do naszych czasów.
Wynalazek żniwiarki zastąpił kosiarkę listwową i wcześniej używaną ręczną kosę i sierp. Zastosowanie tej maszyny umożliwiło koszenie bez odbierania, nie zastąpiło wiązaczy snopów, lecz przyspieszyło ich prace i uniezależniało pracę maszyny od pracy wiązaczy. Przy dobrej organizacji pracy, kosiarką można było skosić do 0,5 ha dziennie.
Żniwiarka została następnie zaopatrzona w mechanizm do wiązania snopów. Takie urządzenie zwane jest snopowiązałką. Snopowiązałki zostały następnie wyparte przez kombajn rolniczy i maszyny do mechanicznego zbierania słomy.

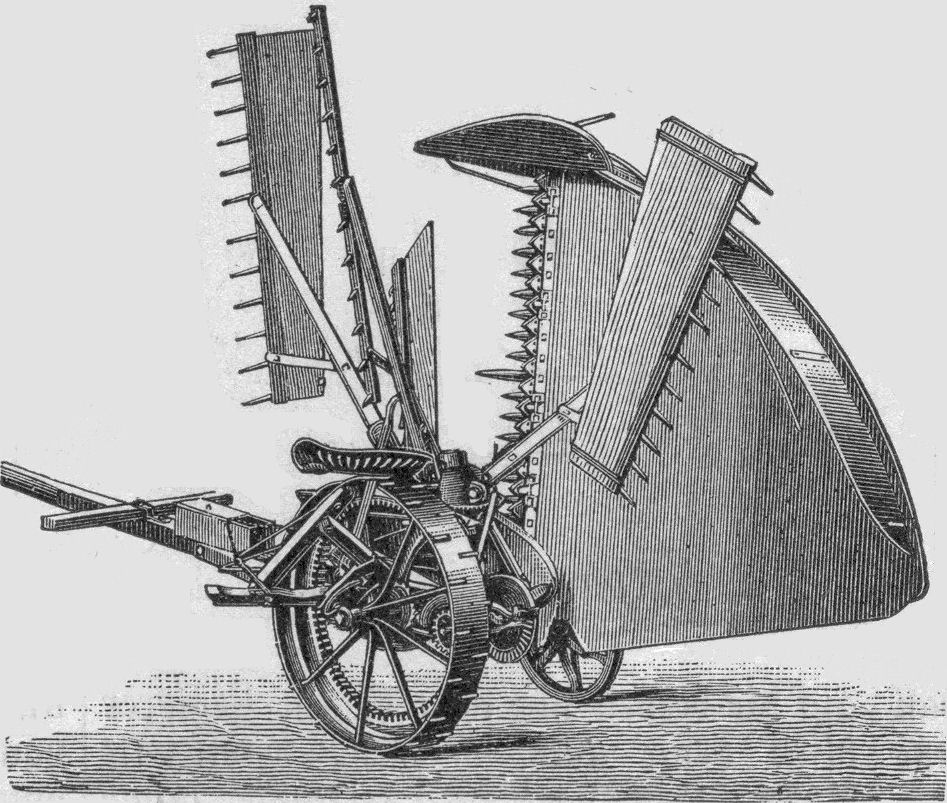
Żniwiarka niemiecka z roku 1889